# Сон Хьон Чжу
У цьому корейському імені прізвище (Сон) стоїть перед особовим ім'ям.
Сон Хьон Чжу (кор. 손현주, 孫賢周, Son Hyeon-ju, нар. 24 червня 1965) — південнокорейський актор.

## Біографія
Сон Хьон Чжу народився 24 червня 1965 року. Свою акторську кар'єру він розпочав у 1991 році з епізодичної ролі в телесеріалі, у наступне десятиліття актор зіграв численні другорядні ролі в фільмах та серіалах.

## Фільмографія

### Телевізійні серіали
| Рік       | Назва                                                | Роль                                   | Мережа |
| --------- | ---------------------------------------------------- | -------------------------------------- | ------ |
| 1992      | «Хьон»                                               | Нак Чхоль                              | KBS2   |
| 1993      | «Сума три»                                           | Ан Чон Бе                              | KBS2   |
| 1993      | «Місячне світло» (міська драма)                      |                                        | KBS1   |
| 1994-1995 | «Салют коханню»                                      |                                        | KBS2   |
| 1995      | «Пісочний годинник»                                  |                                        | SBS    |
| 1995      | «Навіть якщо вітер дме»                              | Кім Чін Гук                            | KBS2   |
| 1996-1997 | «Перше кохання»                                      | Чу Чон Нам                             | KBS2   |
| 1998      | «Кохання на дереві жужуби»                           |                                        | KBS1   |
| 1998      | «Лежачи»                                             |                                        | KBS2   |
| 1999      | «Щасливі разом»                                      |                                        | SBS    |
| 1999      | «Висхідна зірка, висхідний місяць»                   |                                        | KBS1   |
| 1999      | «Солодка наречена»                                   |                                        | SBS    |
| 2000      | «Донька злодія»                                      | Мін Кю                                 | SBS    |
| 2000      | «Пардон»                                             | Хан Хо Соп                             | SBS    |
| 2001      | «Школа» (4 сезон)                                    | О Даль Сон                             | KBS2   |
| 2001      | «Правила одруження»                                  | Хван Бок Су                            | MBC    |
| 2002      | «Жінка»                                              | О Ман Су                               | SBS    |
| 2002      | «Бути з тобою»                                       | Чхве Мін Кі                            | KBS1   |
| 2003      | «Любовний лист»                                      | отець Пітер                            | MBC    |
| 2003      | «Поруч з тобою»                                      | Вон Чжун                               | SBS    |
| 2003      | «Дама за сусідніми дверима»                          | Сан Те                                 | MBC    |
| 2004      | «Умови прихильності»                                 | Но Кван Тек                            | KBS2   |
| 2004      | «Пристрасть»                                         | Кан У Сік                              | MBC    |
| 2005      | «Знову наодинці»                                     |                                        | SBS    |
| 2005      | «Моє рожеве життя»                                   | Пан Сон Мун                            | KBS2   |
| 2006      | «Що таке, лисиця?»                                   | Пак Бьон Гак                           | MBC    |
| 2007      | «H.I.T»                                              | Чо Гю Вон                              | MBC    |
| 2007      | «Кілька питань, які роблять нас щасливими»           | Сон Че Хьон                            | KBS2   |
| 2007      | «Як зустріти ідеального сусіда»                      | Ян Док Гіль                            | SBS    |
| 2007      | «Клуб перших дружин»                                 | Гіль Ок                                | SBS    |
| 2008      | «Тазза»                                              | Ко Кван Рьоль                          | SBS    |
| 2009      | «Мої надто ідеальні сини»                            | Сон Чін Пун                            | KBS2   |
| 2009      | «Проковтнути сонце»                                  |                                        | SBS    |
| 2009      | «Спокуса янгола»                                     | збоченець в сауні (камео)              | SBS    |
| 2010      | «Чеджунвон»                                          | генерал (камео)                        | SBS    |
| 2010      | «Виразні сусіди»                                     | Кім Сон Чже                            | SBS    |
| 2010      | «Березень моєї сестри»                               | Пак Чон Пьо                            | MBC    |
| 2010      | «Техаський хіт» (спеціальна драма)                   | Че Хун                                 | KBS2   |
| 2010      | «Дякую за твою усмішку»                              |                                        | KBS1   |
| 2011      | «Спеціальна оперативна група MSS» (спеціальна драма) | Хван Чун Сон                           | KBS2   |
| 2011      | «Ідеальний шпигун» (спеціальна драма)                | прибиральник                           | KBS2   |
| 2011      | «Плач чоловіка» (спеціальна драма)                   | Нам Су                                 | KBS2   |
| 2011      | «Життя в стилі»                                      | На Де Ра                               | SBS    |
| 2012      | «Попіклуйся про нас, Капітан»                        | Де Йон (камео)                         | SBS    |
| 2012      | «Справжні кольори Кан Чхоля» (спеціальна драма)      | король                                 | KBS2   |
| 2012      | «Переслідувач»                                       | детектив Пек Хон Сок                   | SBS    |
| 2013      | «Золота імперія»                                     | Чхве Мін Чжен                          | SBS    |
| 2014      | «Три дні»                                            | президент Лі Дон Хвї                   | SBS    |
| 2016      | «Сигнал»                                             | Чан Йон Чхоль (серії 7, 11, 14, 16)    | tvN    |
| 2017      | «Злочинні уми»                                       | Кан Кі Хьон                            | tvN    |
| 2019      | «Юстиція»                                            | Сон У Йон                              | KBS2   |
| 2020      | «Ітевон клас»                                        | Пак Сон Йоль (камео, серії 1, 2 та 15) | JTBC   |
| 2020-2022 | «Хороший детектив»                                   | Кан До Чхан                            | JTBC   |
| 2022      | «Трейсер»                                            | Ін Те Чжун                             | MBC TV |

### Фільми
| Рік  | Назва                                       | Роль                    |
| ---- | ------------------------------------------- | ----------------------- |
| 1996 | «Піаніст»                                   |                         |
| 1997 | «Дитина напродаж»                           |                         |
| 1998 | «Події»                                     | нещасливий в'язень      |
| 1999 | «Шпигун»                                    |                         |
| 2001 | «Стволи та розмови»                         | Так Му Бе               |
| 2004 | «Двоє хлопців»                              | помічник шефа Ім        |
| 2004 | «Брехун»                                    | інспектор Пак           |
| 2004 | «Батько та син: Історія Менцзі»             | батько Свин             |
| 2005 | «Лі Де Ро не може померти»                  | детектів Кан Чон те     |
| 2006 | «Зараз і назавжди»                          | шеф Мін                 |
| 2007 | «Коренаста дама»                            | Су Хьон                 |
| 2008 | «Диявольська гра»                           | Мін Те Сок              |
| 2013 | «Таємно, сильно»                            | Кім Те Вон              |
| 2013 | «Сховатися і шукати»                        | Сон Су                  |
| 2015 | «Хроніки зла»                               | Чхве Чхан Сік           |
| 2015 | «Телефон»                                   | Ко Дон Хо               |
| 2017 | «Звичайна людина»                           | Кан Сон Чжін            |
| 2017 | «Справжній»                                 | пацієнт з розладами     |
| 2019 | «Блазень: Змінювачі гри»                    | Хан Мьон Хо             |
| 2022 | «Коли прийде весна»                         | Хо Сон                  |
| 2022 | «Вбивця: Дівчина, яка заслуговує на смерть» | продавець зброї (камео) |
| 2022 | «Хансан: Поява дракона»                     | Вон Гюн                 |

## Нагороди
| Рік  | Нагорода                                          | Категорія                                                             | Робота                      | Результат | Прим. |
| ---- | ------------------------------------------------- | --------------------------------------------------------------------- | --------------------------- | --------- | ----- |
| 1996 | 10-та Премія KBS драма                            | Кращий актор другого плану                                            | «Перше кохання»             | Перемога  |       |
| 1998 | 19-та Кінопремія Блакитний дракон                 | Кращий актор другого плану                                            | «Події»                     | Номінація |       |
| 2000 | 8-ма Премія SBS драма                             | Нагорода за майстерність (актор)                                      | «Донька злодія»             | Номінація |       |
| 2000 | 8-ма Премія SBS драма                             | Нагорода за конгеніальність                                           | Н/Д                         | Перемога  |       |
| 2001 | 9-та Премія SBS драма                             | Кращий актор другого плану                                            | «Донька злодія»             | Перемога  |       |
| 2002 | 16-та Премія KBS драма                            | Кращий актор другого плану                                            | «Бути з тобою»              | Перемога  |       |
| 2003 | 22-га Премія MBC драма                            | Нагорода за високу майстерність (актор)                               | «Дама за сусідніми дверима» | Номінація |       |
| 2005 | 13-та Премія SBS драма                            | Кращий актор другого плану                                            | «Знову наодинці»            | Номінація |       |
| 2005 | 19-та Премія KBS драма                            | Нагорода за майстерність (актор)                                      | «Моє рожеве життя»          | Перемога  |       |
| 2005 | 19-та Премія KBS драма                            | Краща пара (разом з Чхве Чін Сіль)                                    | «Моє рожеве життя»          | Перемога  |       |
| 2006 | 42-га Премія мистецтв Пексан                      | Кращий актор телебачення                                              | «Моє рожеве життя»          | Номінація |       |
| 2007 | 15-та Премія SBS драма                            | Кращий актор другого плану спеціально спланованої драми               | «Клуб перших дружин»        | Номінація |       |
| 2008 | 45-та Кінопремія Великий дзвін                    | Кращий актор другого плану                                            | «Диявольська гра»           | Номінація |       |
| 2008 | 16-та Премія SBS драма                            | Кращий актор другого плану спеціально спланованої драми               | «Тазза»                     | Перемога  |       |
| 2009 | 23-тя Премія KBS драма                            | Нагорода за високу майстерність (актор)                               | «Мої надто ідеальні сини»   | Перемога  |       |
| 2009 | 23-тя Премія KBS драма                            | Нагорода за майстерність (актор серіалу)                              | «Мої надто ідеальні сини»   | Номінація |       |
| 2010 | Премія Корейської популярної культури та мистецтв | Цитування                                                             | Н/Д                         | Перемога  |       |
| 2010 | 24-та Премія KBS драма                            | Кращий актор одноактної / спеціальної драми                           | «Техаський кіт»             | Перемога  |       |
| 2010 | 18-та Премія SBS драма                            | Нагорода за високу майстерність (актор щоденної /вихідного дня драми) | «Виразні сусіди»            | Перемога  |       |
| 2011 | 48-й День заощаджень                              | Президентська подяка                                                  | Н/Д                         | Перемога  |       |
| 2011 | 19-та Премія SBS драма                            | Нагорода за високу майстерність (актор щоденної /вихідного дня драми) | «Життя в стилі»             | Номінація |       |
| 2011 | 25-та Премія KBS драма                            | Кращий актор одноактної / спеціальної драми                           | «Ідеальний шпигун»          | Номінація |       |
| 2012 | 5-та Премія корейської драми                      | Головний приз (Daesang)                                               | «Переслідувач»              | Номінація |       |
| 2012 | 5-та Премія корейської драми                      | Нагорода за високу майстерність (актор)                               | «Переслідувач»              | Номінація |       |
| 2012 | 1-ша Премія зірок К-драми                         | Головний приз (Daesang)                                               | «Переслідувач»              | Перемога  | [ 1 ] |
| 2012 | 20-та Премія SBS драма                            | Головний приз (Daesang)                                               | «Переслідувач»              | Перемога  | [ 2 ] |
| 2012 | 20-та Премія SBS драма                            | Нагорода за високу майстерність (актор мінісеріалу)                   | «Переслідувач»              | Номінація | [ 2 ] |
| 2012 | 20-та Премія SBS драма                            | Топ-10 зірок                                                          | «Переслідувач»              | Перемога  | [ 2 ] |
| 2013 | 49-та Премія мистецтв Пексан                      | Кращий актор телебачення                                              | «Переслідувач»              | Перемога  | [ 3 ] |
| 2013 | 40-ва Премія корейського телерадіомовлення        | Кращий актор                                                          | «Переслідувач»              | Перемога  |       |
| 2014 | 50-та Премія мистецтв Пексан                      | Кращий актор                                                          | «Сховатися і шукати»        | Номінація |       |
| 2014 | 23-тя Кінопремія Буїль                            | Кращий актор                                                          | «Сховатися і шукати»        | Номінація |       |
| 2014 | 22-га Премія SBS драма                            | Нагорода за майстерність (актор мінісеріалу)                          | «Три Дні»                   | Номінація |       |
| 2015 | Премія Корейської гільдії кіноакторів             | Топ зірка                                                             | «Хроніки зла»               | Перемога  |       |
| 2015 | 52-га Кінопремія Великий дзвін                    | Кращий актор                                                          | «Хроніки зла»               | Номінація |       |
| 2017 | 39-й Московський міжнародний кінофестиваль        | Кращий актор                                                          | «Звичайна людина»           | Перемога  | [ 4 ] |
| 2017 | Премія Сяюча зірка корейського кіно               | Зіркова нагорода                                                      | «Звичайна людина»           | Перемога  | [ 5 ] |
| 2017 | 8-ма Премія Корейської популярної культури        | Президентська рекомендація                                            | Н/Д                         | Перемога  |       |
| 2019 | 33-тя Премія KBS драма                            | Нагорода за високу майстерність (актор)                               | «Юстиція»                   | Номінація |       |
| 2019 | 33-тя Премія KBS драма                            | Нагорода за майстерність (актор мінісеріалу)                          | «Юстиція»                   | Номінація |       |
| 2019 | 33-тя Премія KBS драма                            | Netizen нагорода (актор)                                              | «Юстиція»                   | Номінація |       |